# Route européenne 77
Pour les articles homonymes, voir E77 et Route 77.
La route européenne 77 (E77)  longue de 1 690 km, relie Pskov à Budapest en passant par Varsovie.

## Parcours
La route E77 traverse les pays suivants :
- Russie : de Pskov à la frontière avec l'Estonie (le tronçon s'appelle ici autoroute A-212)
- Estonie : Koorla - Misso - Tsiiruli (le tronçon s'appelle ici « Route 7 »)
- Lettonie : tronçon dit autoroute A2 de Veclaicene à Riga (en passant par Sigulda), puis autoroute A8 de Riga à Daumanti via Jelgava.
- Lituanie - autoroute A12 : Kalviai - Joniškis - Šiauliai – Tauragė – Panemunė
- Russie - route fédérale A-216: Sovetsk (Tilsitt) - Gvardeysk puis route fédérale A-229 jusqu'à- Kaliningrad (Kœnigsberg)
- Pologne - RN7 : Gdańsk – Elbląg (Elbing) – Ostróda – Varsovie – Radom – Kielce – Cracovie - Chyżne
- Slovaquie - Route 59: Trstená – Ružomberok - Banská Bystrica ; Route 66: Banská Bystrica – Zvolen - Šahy-Homok
- Hongrie - autoroute M2 de Hont à Budapest